# Iglesia Metodista Unida de la Trinidad
La Iglesia Bautista New Mt. Moriah Moriah  está ubicada en 13100 Woodward Avenue en Highland Park, Míchigan en el área metropolitana de Detroit. Fue construida en 1922 como la Iglesia Metodista Unida de la Trinidad, en estilo neogótico. Fue incluido en el Registro Nacional de Lugares Históricos en 1982. 

## Historia
Trinity United Methodist fue construido por la Cass United Methodist Church de Detroit, como una iglesia misionera para servir a los miembros de Highland Park que vivían demasiado lejos para viajar las ocho millas hasta Cass United. La estructura sirvió como iglesia metodista desde su dedicación en 1923 hasta 1978. En la década de 1950, la iglesia tenía una misión para los japoneses.
Después de que Trinity dejó el edificio en 1978, al año siguiente, el New Mt.La congregación de la Iglesia Bautista Moriah se mudó al edificio. Nuevo monte. Moriah se estableció en 1952. A partir de 2020, la iglesia permaneció en el edificio, dirigida por Kelvin A. Brooks.

## Arquitectura
La antigua Iglesia Metodista Unida Trinity es una iglesia neogótica de piedra caliza gris que mide 38 por 33 metros. La fachada principal tiene un pabellón de entrada de dos pisos a dos aguas con una entrada empotrada ubicada entre una extensión lisa y una torre almenada con campanario. En el lateral, hay un crucero a dos aguas poco profundo con un gran ventanal, y una entrada saliente entre la iglesia y la capilla adjunta.